# Robert Osborne
Robert Osborne (/ˈɒzbɔrn/; Colfax, 3 de março de 1932 — Nova Iorque, 6 de março de 2017) foi um ator, escritor e apresentador de televisão estadunidense.